# Val d'Amour
Ne doit pas être confondu avec Val-d'Amours ou Val d'Amor.
Val d'Amour est le nom donné à une partie de la basse vallée de la Loue située sur le département du Jura qui s'étend de Grange-de-Vaivre à La Loye sur environ 300 km2. Le nom donné à cette plaine est fortement lié à la commune de Chissey-sur-Loue qui aurait accueilli au IIIe siècle une tribu de Chamaves. Elle baptisa la portion de la vallée qu'elle occupait du nom d'Amaous, donnant son nom au Comté d'Amaous au Ve siècle, qui allait se transformer en Val d'Amour. 
Une autre explication liée aux légendes franc-comtoises explique que la région porte ce nom à la fois romantique et provocateur. 

## Légende
La légende raconte qu'il y a fort longtemps, la plaine du Jura était partiellement recouverte d'un immense lac qui s'étendait de Salins-les-Bains jusqu'à Dole. Sur cette eau, veillait un château (celui de Chissey), dont le seigneur avait une fille, Euriette, d'une merveilleuse beauté. Un jour, celle-ci tomba amoureuse d'un jeune troubadour de passage et sans fortune qui s'appelait Loys. Le seigneur de Chissey était avare et cruel. Il refusa de consentir au mariage de sa fille avec celui qu'elle aimait tant et, pour la punir, il ordonna qu'on l'enferme dans un cul-de-basse-fosse au pied de son château. 
À partir de ce jour, chaque soir, le troubadour revint pour voir sa belle et lui parler au travers les barreaux de sa prison. Pour cela, il devait traverser le lac sur une barque, guidé par la lumière du fanal qu'Euriette accrochait à sa fenêtre. 
Mais une nuit, une terrible tempête survint, éteignant le signal d'Euriette qui devait le guider. Perdu sur le lac en furie, le malheureux amant fut englouti par les eaux, provoquant le chagrin sans fin d'Euriette. Malgré l'insistance de son père, elle refusa d'épouser tous ses prétendants. Des années plus tard, à la mort du Seigneur son père, Euriette enfin libre décida de rechercher le corps de celui qu'elle aimait toujours. 
Elle fit rompre les digues du lac pour forcer l'eau à s'écouler et une fois cette dernière retirée de la vallée, elle fit rechercher le corps de son amant. Elle retrouva le corps de Loys non loin de son château et fit élever une église à l'endroit où il gisait.
C'est, dit-on[Qui ?], l'actuelle église de Chissey, et la raison pour laquelle on a donné à cette vallée le nom de Val d'Amour,[source insuffisante].

## Localisation
Dans le Jura, département de Franche-Comté, entre la Loue et la plaine, le Val d'Amour correspond aujourd'hui (2013) administrativement à la Communauté de Communes du Val d'Amour. La Communauté s'est construite fin 1993 et regroupe 24 villages avec environ 10 000 habitants.

## Tourisme

### Randonnée
- Promenade au départ d'Ounans dans la basse vallée de la Loue avec ses mortes (anciens bras de rivière), ses paysages et son patrimoine historique et bâti. En chemin, vous passerez sur les rives de la Loue, à Chamblay (sentier pédagogique "L'homme et la Loue"), sur un port de flottage des bois et près du Château de Clairvans. Balisage pédestre Jaune pour un itinéraire d'une vingtaine de kilomètres (5 heures environ)[5].
- Balade dans la forêt de Chaux – la vieille Loye et les baraques du 14 : Avec ses 22.000 hectares, la forêt de Chaux est la 2e forêt de feuillus de France et propose de multiples sentiers pédestres, VTT ou équestres.

### Visites de monuments
- Le château de Roche-sur-Loue : construit au XIe siècle et reconstruit en 1756 par le marquis de Grammont pour en faire une résidence.
- Le château de Clairvans : domine la commune de Chamblay (situé entre Poligny, Arbois et Salins-les-Bains) depuis 1301.
- L’église de Chissey sur Loue : petite église de Saint Christophe de Chissey, rebâtie au XIIIe Siècle
- La saline royale d'Arc-et-Senans : construite entre 1775 et 1779 par Claude Nicolas Ledoux et Patrimoine Mondial de l'UNESCO

## Communes du Val d'Amour
D'amont vers l'aval :
- Grange-de-Vaivre
- Port-Lesney
- Pagnoz
- Champagne-sur-Loue
- Cramans
- Mouchard
- Villers-Farlay
- Chissey-sur-Loue
- Ecleux
- Villeneuve-d'Aval
- Chamblay
- Chatelay
- Germigney
- Ounans
- Santans
- Montbarrey
- Vaudrey
- La Vieille-Loye
- Belmont
- Mont-sous-Vaudrey
- Augerans
- Souvans
- La Loye